# 彦左衛門外記
『彦左衛門外記』（ひこざえもんがいき）は、山本周五郎の長編時代小説。1959年（昭和34年）6月から翌年8月まで雑誌『労働文化』に『御意見番に候』という題で連載され、同年10月に講談社で改題し刊行された。
現在は新潮文庫版が出版されているほか、全集でも読むことができる。

## あらすじ
貧乏旗本の養子・五橋数馬は文武の才に恵まれていたが、何よりもそのはち切れんばかりの野心とそれを達成するための独特な発想の持ち主だった。
野試合の最中に見かけた大名の息女・ちづか姫に一目惚れし、見事その恋を成就させるが、結婚の障害となる身分の違いを克服するため、隠棲中の大叔父・大久保彦左衛門を担ぎ出すことを思いつく。少しも勇ましくない大叔父の戦記をひん曲げ、改竄し、不出世の英雄像を作り上げ、家康公のお墨付きまで偽造すると、頑固な年寄りをおだてたり慷慨の情を掻き立てたりしてけしかけ、ついには「天下の御意見番」の名乗りを上げさせる。やがて大名･奥平家や旗本奴の白柄組も巻き込んだ大騒動の末、見事本懐を遂げる。

## 登場人物
五橋数馬（いつはし かずま）
主人公。旗本・内藤弥九郎の三男で五橋家の養子に入る。幼少期はもっぱら身近な女性を妻にする空想ばかりしている子供だったが、青年期に入るとにわかに侍だましいに目ざめ、武芸に打ち込み、老人の戦場譚を聞いて回るようになる。野心家で頭の回転が早く、「天下に名をとどろかす」ことを志している。手始めに武芸自慢の浪人たちと賭け試合をするようになるが、見物人の中に見かけた大名の息女・ちづか姫に一目惚れしてしまう。努力の甲斐あってその心をつかむものの、身分違いの結婚を成就させるため、隠棲している大叔父・大久保彦左衛門を担ぎ出すことを目論む。
ちづか姫（ちづか ひめ）
奥平家の姫君。数馬の賭け試合を見物していたところ、数馬に一目惚れされる。始めのうちは、「深草ノ少将のもも夜がよい」や「錦木塚の故事」などの話を持ち出して数馬を翻弄し、数馬の真剣さが伝わって好意を抱くようになってからも、身分の釣り合いが大切と諭し困惑させるが、そのことが数馬を発奮させ立身のための奇想を思いつかせることになる。
大久保彦左衛門（おおくぼ ひこざえもん）
数馬の大叔父。かつては沼津2万3千石の領主だったが、一族の累を蒙って3千石の旗本に降格された。当年72歳であり、今は本所で菊や朝顔を作って隠棲している。戦場往来の勇士であるが、数馬に語ってくれた戦場譚は決して勇ましいものではなかった。
太兵衛（たへい）
彦左衛門の従僕。主より一つ年上だが40代と見まがうほどの壮健さを持っている。
巴（ともえ）
太兵衛が彦左衛門の側女として探してきた近隣の小旗本の娘。
五橋三郎太郎左衛門（いつはし さぶろうたろうざえもん）
数馬の養父。700石取りの旗本。後継ぎがなく、親戚の内藤家から数馬を養子に迎えた。彦左衛門とは違い、戦場では兵站や糧秣の輸送係を務めたことしかないが、酒が入ると、あらゆる戦場を駆け巡り常に抜群の手柄を立てた勇士であるとの大法螺を語って聞かせる癖がある。
千貝（ちがい）
三郎太郎左衛門の後妻すなわち数馬の義母となった少女。15歳だが、初対面の時から数馬を圧倒し、ひと月もしないうちに五橋家のすべてを掌握する。
水野十郎左衛門（みずの じゅうろうざえもん）
旗本奴・白柄組を束ねる若者。十七歳。前髪立ちに大振袖という派手ないでたちで不良を気取っているが、純朴な一面もあり、彦左衛門を尊敬している。
坂部三十郎（さかべ さんじゅうろう）
旗本奴・白柄組きっての暴れ者だが、彦左衛門と稽古槍で立ち合った際には、完敗している。
加賀爪大作（かがつめ だいさく）
旗本奴・白柄組の一員。危険を回避することにかけては鋭い勘が働くらしい。
奥平大膳太夫（おくだいら だいぜんだゆう）
ちづか姫の父。野州11万石の領主。大膳太夫は通称で、正式には美作守信昌。2男5女いる子供たちの中でも、特にちづかを溺愛している。
いつき姫（いつきひめ）
ちづか姫の長姉。28歳、未婚。力士のような体躯をしている。
こずえ姫（こずえひめ）
ちづか姫の次姉。棒のように細い体形をしている。
ながを姫（ながをひめ）
ちづか姫の次妹。牛のように肥えている。
みゆき姫（みゆきひめ）
ちづか姫の末妹。14歳だが「信じられないほど」背丈が高い。
早苗（さなえ）
ちづか姫の侍女。数馬と姫の逢瀬の仲立ちをする。
大田原禅馬（おおたわら ぜんま）
棒術家の浪人。数馬がちづか姫を見初めた際の試合相手。その後、奥平家に仕える浜田徳平の元に身を寄せていたが、奇遇にもそこで捕らわれた数馬と再会する。
藤井嘉門（ふじい かもん）
お屋形様の一党で、ちづか姫の婿になることを狙っていた。数馬を武庫に監禁する。
倉持善助（くらもち ぜんすけ）
奥平家中屋敷の侍。お屋形様の一党だったが、数馬に協力を強いられる。
吉川市兵衛（きっかわ いちべえ）
奥平家中屋敷の侍。お屋形様の一党で数馬がとっさになりすました男。
奥平丹波（おくだいら たんば）
大膳太夫の弟。中屋敷でお屋形様と呼ばれている。弥五郎と共に大膳太夫の子供たちを「誘拐」するなど不穏な動きを見せるが、ちづか姫によると二人とも「薄のろで、ぬけていて、蚊も殺せないほどの臆病者で、人並みなところは欲が深いだけ」の人物であるという。
奥平弥五郎（おくだいら やごろう）
大膳太夫の弟。丹波と共に不穏な動きを見せる。

## その他
- 文芸評論家の奥野健男は、本作の新潮文庫版の解説において次のように書いている。

「小説のつくり方を小説にした小説であり、既成史観否定にたって、物語や伝説の成立の秘密を、ユーモラスに諷刺している。まことに不真面目な遊びの中で、小説の方法的冒険を確かめようとした、痛快なたのしい、まじめな小説と言えよう。『樅ノ木は残った』を書いた直後、野心作『青べか物語』などと並行的に書かれているこの小説は、作者にとって夢の脱出孔に似た明るさと、平衡感覚を持つためのたのしい遊びであり破目を外した実験であった。」
- この物語はフィクションであり、大久保彦左衛門や奥平大膳太夫、水野十郎左衛門などに関する設定が史実と異なることはいたしかたないが、それ以外にも以下のような瑕疵が見られる。

奥平大膳太夫
物語の序盤で「奥平美作守信昌」として紹介されているが、物語終盤で本人が登場する際には「大膳太夫昌家」となっている。
吉川市兵衛
端役であるが、初登場時は「市兵衛」、後に言及される際は「九兵衛」である。
大久保忠隣
話題に上るだけの人物であるが、彦左衛門の兄・忠世の子であるのに、数馬は「彦左衛門の従兄」と言及している。
奥平丹波
当初は倉持からの情報により先代の弟、つまり大膳太夫と弥五郎の叔父ということだったが、ちづか姫の話では大膳太夫の弟であり、物語終盤に登場した時もそうであった。
- 作品自体の瑕疵ではないが、新潮文庫版の内容紹介には「身分のちがいを理由に大名の姫から絶縁された旗本、五橋数馬は奇抜な方法で出世を試みる。」とあり、作品の内容とは齟齬をきたしている。

## 書誌情報
- 『彦左衛門外記』講談社、1960年。
- 『山本周五郎長篇小説全集　第十五巻　彦左衛門外記・花筵』新潮社、2014年。
- 『彦左衛門外記』新潮社〈新潮文庫〉、1981年。2004年改版。

## 映像作品

### テレビドラマ
- 山本周五郎「天下の御意見番罷り通る!彦左衛門外記」（1987年）[2] テレビ朝日傑作時代劇、主演：三船敏郎。原作とはかなり内容が異なる。
- 恋しとよ 君恋しとよ（1991年）[3] NHK時代劇、主演：田中実、彦左衛門は若山富三郎